# 39

## Події

### У Римі
Імператором Риму був Калігула. Восени цього року він розпочав похід проти германців. Для охорони рейнського кордону імператор створив нові легіони Legio XV Primigenia і  Legio XXII Primigenia. Цьому передувало розкриття змови за участі Лепіда, Гетуліка, Сабіна, сестер Калігули Агріппіни Молодшої і Юлії Лівілли
Консулами Римської імперії були сам Калігула та Луцій Апроній Цезіан. У червні консулами-суфектами обрані Авл Дідій Галл і Гней Доміцій Афр.
Ірод Антипа, тетрарх римської провінції Галілея, був остаточно позбавлений усієї власності та відправлений у вигнання.

### В Азії
- У Парфії цар Готарз II почав співправити зі своїм братом Варданом I.

### Астрономічні явища
- 10 червня. Часткове сонячне затемнення.[1]
- 5 листопада. Часткове сонячне затемнення.[1]
- 4 грудня. Часткове сонячне затемнення.[1]

## Народились
- 3 листопада — Марк Анней Лукан, давньоримський поет
- Тит Флавій Веспасіан, давньоримський імператор

## Померли
- Сенека Старший, давньоримський філософ і політичний діяч
- Марк Емілій Лепід, чоловік сестри Калігули Друзілла, страчений за участь у змові проти Калігули.
- Гней Корнелій Лентул Гетулік, давньоримський полководець, страчений за можливу участь у змові проти Калігули.
- Гай Кальвізій Сабін, давньоримський політик, покінчив життя самогубством через участь у змові проти Калігули
- Корнелія Лентула, дружина Гая Кальвізія Сабіна, покінчила життя самогубством через участь у змові проти Калігули.
- Авл Авілій Флакк, намісник Єгипту, страчений за звинуваченнями Філона Олександрійського і наказом Калігули.